# Tupaia belangeri
Tupaia belangeri là một loài động vật có vú trong họ Tupaiidae, bộ Scandentia. Loài này được Wagner mô tả năm 1841.

## Hình ảnh

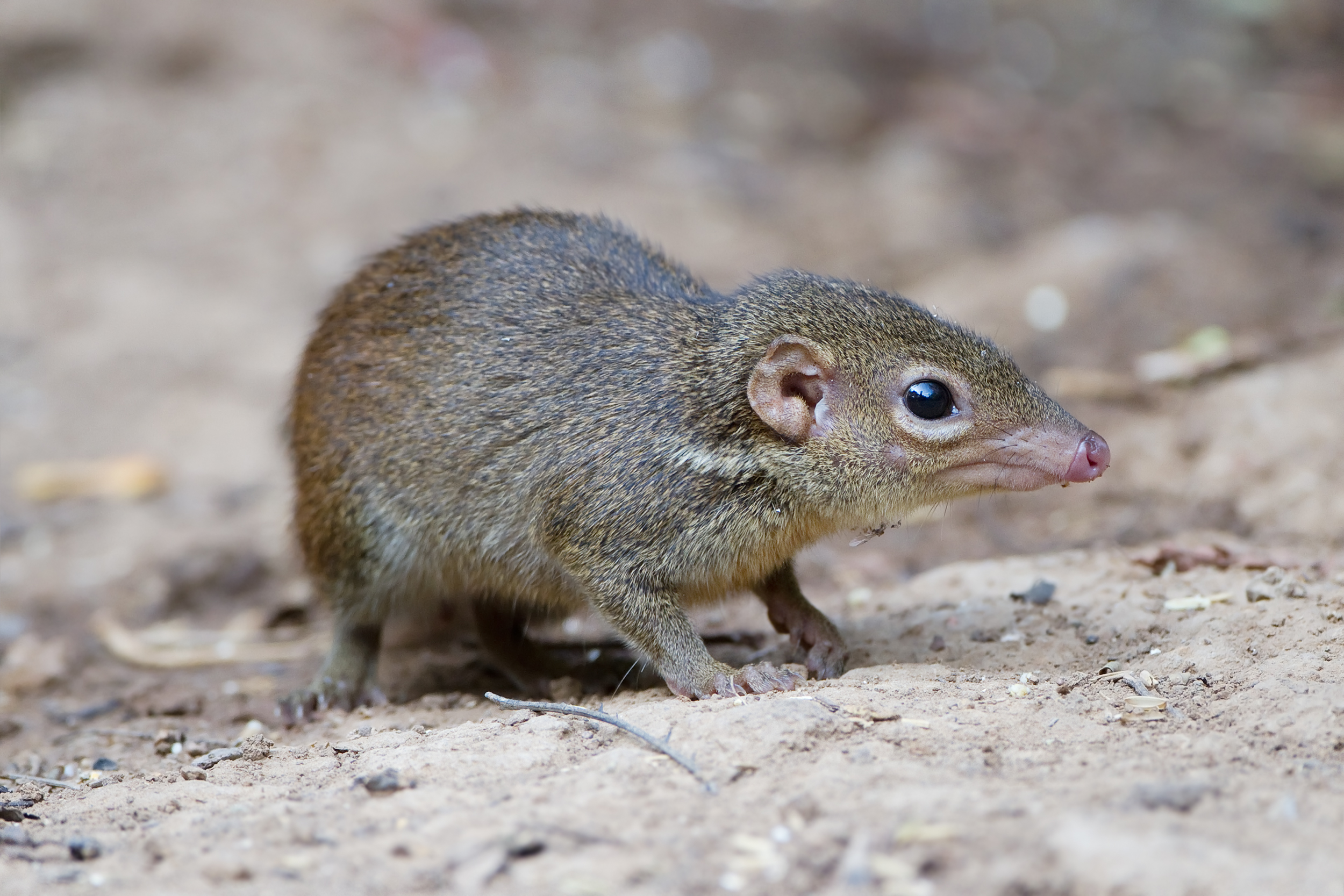
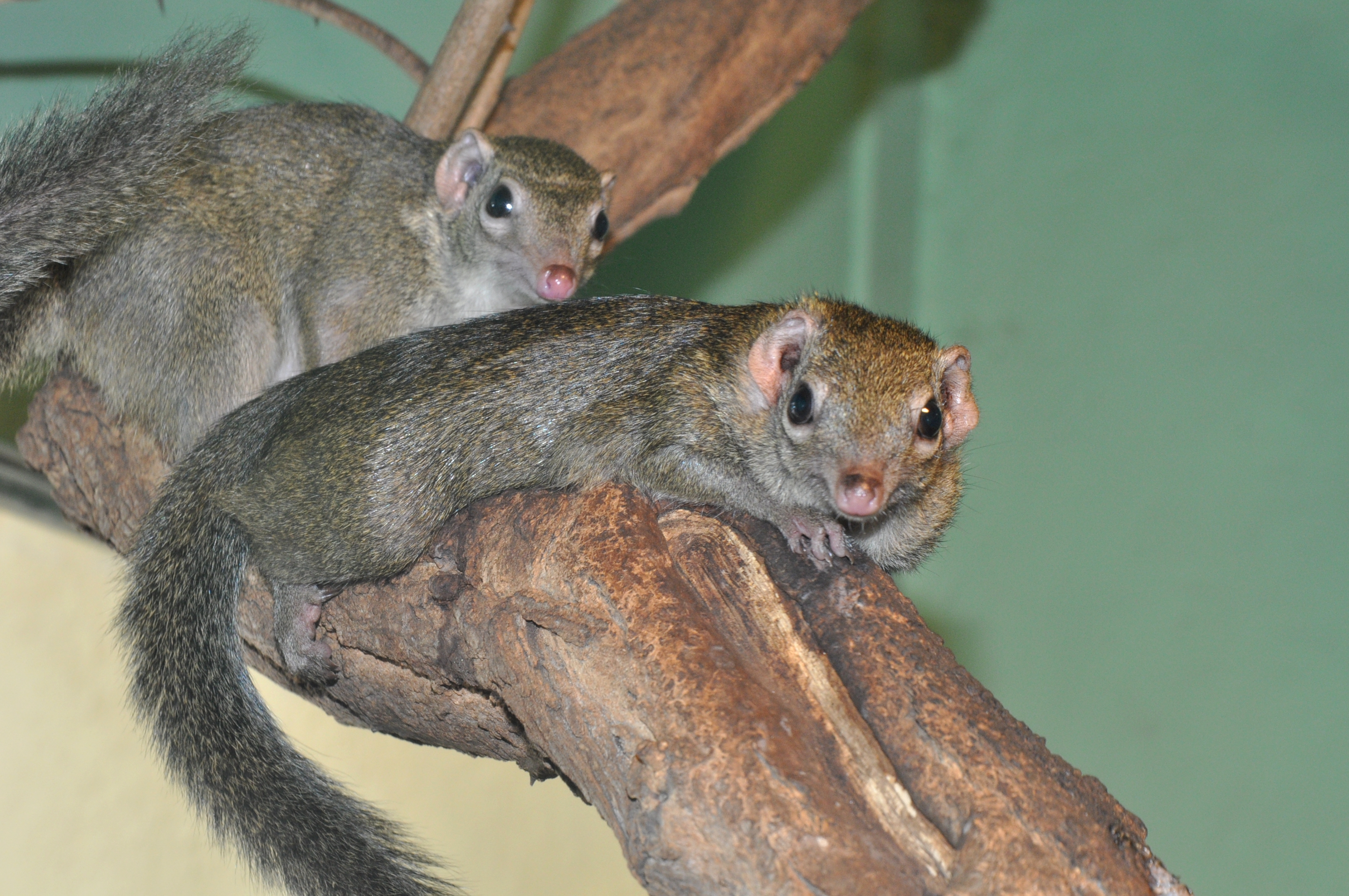